# テイ湾

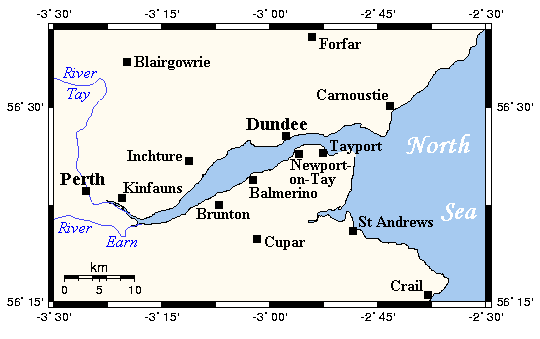
テイ湾と流入河川の地図

テイ湾（英: Firth of Tay、スコットランド・ゲール語: Linne Tatha）は、スコットランドのテイ川河口から北海にかけて広がる湾。ファイフ、パース・アンド・キンロス、アンガスの各カウンシル・エリアとダンディー市が面する。幅は最大でも3キロしかない。
テイ道路橋とテイ橋（テイ鉄道橋）の二つの橋が架かる。湾内には広大な干潟、ヨシ原、砂丘があり、塩性湿地も一部に存在する。2000年7月28日にエデン川河口とともにラムサール条約に登録された。
湾内にはマグドラム島という湿地帯の島がある。
1892年から1893年に南極を探検したダンディー捕鯨団のトーマス・ロバートソン団長は、発見した湾に郷里のスコットランドにちなんでテイ湾と命名した。この近くにはダンディー島もある。

## 町村
- バルメリーノ（英語版）（Balmerino）
- ブローティーフェリー（英語版）（Broughty Ferry）
- ダンディー（Dundee）
- インバーゴウリー（英語版）（Invergowrie）
- キングーディー（英語版）（Kingoodie）
- モニフィース（英語版）（Monifieth）
- ニューバーグ（英語版）（Newburgh）
- ニューポート＝オン＝テイ（英語版）（Newport-on-Tay）
- テイポート（英語版）（Tayport）

## 名所
- バルメリーノ修道院（英語版）
- ブローティー城博物館（英語版）
- マグドラム島
- テイ橋（テイ鉄道橋）
- テイ道路橋
- テンツミュアの森（英語版）